# 探索行動
探索行動（たんさくこうどう）とは、動物に見られる周囲の状況を探索する行動のことである。狭義には、空間に対する探索行動である空間的探索行動（くうかんてきたんさくこうどう）のみを指すが、広義には、情報に対する探索行動である情報探索行動（じょうほうたんさくこうどう）を含む。

## 概要
動物が新しい環境下に置かれた場合、周囲をうろうろと歩き回ったり、かぎ回ったりという行動を示すことがある。また、乳幼児が空間認知可能となり、周囲の状況に興味を持ち始めた場合にも、このような行動を示す。これらは空間的探索行動である。
また、新製品発売の情報を得た場合などに、関連情報を探す（探索する）行動を取ることがある。これは情報探索行動である。

## 動物の探索行動
ハチやアリなどの巣住性動物は巣を中心として周囲を探索する。この行動は採餌や配偶相手の探索と不可分である。アリやハチは大きなエサ場を発見すると仲間にフェロモンやダンスでその位置を教える。
カモメのヒナは歩けるようになると巣の周りをうろつく。この行為はしばしばヒナの命を危険にさらす（他の巣へ迷い込めば殺されるか食べられることがある）。この行動に直接の機能があるのか、それとも運動能力や一般的な好奇心の副産物であるのかは不明である。
多くの動物は、それが巣住性であろうとも無かろうとも、生息地を離れて分散する。これを分散行動と呼ぶ。分散行動と探索行動と明確に区別するのは困難である。

## 発達行動学と空間的探索行動
乳幼児は成長に伴い、親の居場所を拠点としつつ、周囲を探索するようになる。イギリスの医師ボウルビィが唱える愛着理論では、親に愛着を感じている乳幼児は親との直接の接触がない状況においても安心感を得ることができるとし、信頼できる親を持った乳幼児ほど、親を安全基地（安心を感じるエリア）として使用し、探索行動をより活発に行うことができるとしている。

## 社会行動学と情報探索行動
情報探索行動は、既に記憶の中にある情報を探索する「内部探索」と、外部情報源から情報を探索する「外部探索」に分けられる。人は、内部探索で得られる情報で満足しない場合、外部探索によって情報の補完を行おうとする。前回の同種商品購入からの購入期間の長短、価格変動、問題内容の変化などによって、外部探索に頼る度合いが変動するとされている。また、外部探索に頼る場合、外部情報源を情報アクセスの容易さや情報の正確さによって選択する傾向があるとされている。

## その他
- ゴルゴ13の第97話「破局点」では、犯罪心理学のウェブナー教授は、環境データがあれば犯罪予測が可能とする理論を立て、依頼された狙撃を行うために新しい土地を訪れたゴルゴ13の探索行動を先読みするシーンが見られる。